# Миньо (река)
Ми́ньо (исп. Miño), Ми́нью (порт. Minho) — река в Испании и Португалии. Длина — 340 км, площадь бассейна — 22,5 тыс. км². 
Истоки Миньо находятся в Кантабрийских горах в районе Мейра провинции Луго, далее река протекает по холмистой местности автономного сообщества Галисия. После впадения главного притока, реки Силь, долина становится шире. Последние 80 км до впадения в Атлантический океан Миньо является границей Испании и Португалии. 
На реке построено пять ГЭС с небольшими водохранилищами. Долина реки имеет плодородные почвы и тёплый субтропический климат с долгим тёплым летом и мягкой влажной зимой и является важным сельскохозяйственным районом с выращиванием зерна, винограда, картофеля. Также распространено садоводство, много пастбищ для животноводства. Осенью и зимой наблюдаются паводки, летом — межень. В 33—40 км от устья река судоходна.
Крупнейшие города на реке — Туй, Оренсе, Луго, Ла-Гвардиа; в Португалии — Каминья и Валенса. Область к северу от реки называется Риас-Байшас. Старейший мост через реку Миньо — римский мост в городе Оренсе, считавшийся в средние века самым большим в Испании.
Долина реки — один из самых значимых винодельческих регионов Пиренейского полуострова. В основном выращивается белый виноград сорта альбариньо (альваринью), из которого на испанском берегу вырабатывают сухое и лёгкое вино Риас-Байшас, а на португальском берегу — ещё более лёгкое и слегка шипучее Винью-Верде.